# Joel Eriksson
Peter Joel Kristoffer Eriksson (ur. 16 września 1984 w Mölndal) – szwedzki łyżwiarz szybki, srebrny medalista mistrzostw świata.

## Kariera
Największy sukces w karierze Joel Eriksson osiągnął w 2009 roku, kiedy wspólnie z Danielem Fribergiem i Johanem Röjlerem zdobył srebrny medal w biegu drużynowym podczas dystansowych mistrzostw świata w Richmond. Był to jedyny medal wywalczony przez niego na międzynarodowej imprezie tej rangi. Indywidualnie najlepszy wynik osiągnął na rozgrywanych trzy lata później mistrzostwach świata w Inzell, gdzie był osiemnasty w biegu na 1500 m. W 2010 roku brał udział w igrzyskach olimpijskich w Vancouver, gdzie zajął 24. miejsce na dystansie 1500 m, a w drużynie był siódmy. Nigdy nie stanął na podium indywidualnych zawodów Pucharu Świata, jednak w drużynie dokonał tego dwukrotnie. Najlepsze wyniki osiągnął w sezonie 2009/2010, kiedy zajął 24. miejsce w klasyfikacji końcowej 1500 m. W 2011 roku zakończył karierę.

## Rekordy życiowe[1]
- 500 m - 36.44 (11 listopada 2007; Salt Lake City)
- 1000 m - 1:09.57 (6 grudnia 2009; Calgary)
- 1500 m - 1:43.90 (11 grudnia 2009; Salt Lake City)
- 3000 m - 3:44.17 (29 października 2011; Inzell)
- 5000 m - 6:27.98 (17 listopada 2007; Calgary)
- 10000 m - 14:13.68 (10 stycznia 2010; Hamar)

## Starty w igrzyskach olimpijskich
- Vancouver 2010:
  - 1500 m mężczyzn: 24. miejsce (1:49.08)
    - bieg drużynowy mężczyzn: 7. miejsce